# Бурдыбаш
 Бурдыбаш  (тат. Бордыбаш) — деревня в Тукаевском районе Татарстана. Входит в состав Бурдинского сельского поселения.

## География
Находится на реке Бурдинка, в 26 км к югу от города Набережные Челны.

## История
Основано в XVII веке. До 1860-х годов жители относились к сословию государственных крестьян. Занимались земледелием, разведением скота, пчеловодством, работали на камских пристанях. 
В «Списке населенных мест по сведениям 1870 года», изданном в 1877 году, населённый пункт упомянут как деревня Бурдыбаш 4-го стана Мензелинского уезда Уфимской губернии. Располагалась при речке Бурдыбашке, по правую сторону коммерческого тракта из Бирска в Мамадыш, в 58 верстах от уездного города Мензелинска и в 18 верстах от становой квартиры в селе Бережные Челны. В деревне, в 94 дворах жили 519 человек (273 мужчины и 246 женщин, татары), были мечеть, училище, 2 водяные мельницы. Жители занимались земледелием, скотоводством, пчеловодством.
В 1880-х годах земельный надел сельской общины составлял 1012,5 десятины. 
По сведениям переписи 1897 года, в деревне Бурдыбаш Мензелинского уезда Уфимской губернии жили 1021 человек (500 мужчин и 521 женщина), все мусульмане.
В начале XX века здесь действовали 2 мечети, медресе, хлебозапасный магазин, 2 водяные мельницы, 2 крупообдирки, 3 бакалейные лавки. До 1920 года деревня входила в Ахметьевскую волость Мензелинского уезда Уфимской губернии. С 1920 года в составе Мензелинского, с 1922 — Челнинского кантонов ТАССР. С 10.08.1930 в Челнинском (с 20.04.1976 Тукаевский) районе.

## Население
| 1870 | 1897 | 1920 | 1926 | 1938 | 1949 | 1958 | 1970 | 1979 | 1989 | 2000 |
| ---- | ---- | ---- | ---- | ---- | ---- | ---- | ---- | ---- | ---- | ---- |
| 519  | 1021 | 1347 | 714  | 868  | 877  | 461  | 486  | 370  | 208  | 210  |

Национальный состав села — татары.

## Экономика
Полеводство, молочное скотоводство. 

## Инфраструктура
Начальная школа, клуб.